# Tribrach
| Dvojslabičné | Dvojslabičné                |
| ------------ | --------------------------- |
| ◡ –          | jamb                        |
| – ◡          | trochej                     |
| –            | spondej                     |
| Trojslabičné |                             |
| ◡            | tribrachys                  |
| – ◡          | daktyl                      |
| ◡ – ◡        | amfibrach                   |
| ◡ –          | anapest                     |
| Kombinované  |                             |
| – ◡ – ◡      | daktylotrochej              |
| Legenda      |                             |
| –            | dlouhá, přízvučná slabika   |
| ◡            | krátká, nepřízvučná slabika |

Tribrach je trojslabičná veršová stopa, která se skládá ze tří krátkých slabik (schematicky zapsáno tedy uuu). Užívá se především v časoměrném verši, nejčastěji v antických řeckých a římských metrech (užívá se například v senáru), často jako náhrada za stopu jambickou. V moderních jazycích ani v sylabotónickém verši se prakticky nepoužívá, v českém přízvučném verši ji ani není možné vytvořit.